# Pedro Nolasco Victoriano
Pedro Nolasco Victoriano; (* Concepción, 1775 - † Santiago, 1828) fue un militar y político pelucón. Sirvió a la causa emancipadora, y siendo capitán participó de los Combates de Quilmo y Tritalco (1819).

## Actividades políticas
- Gobernador de Chillán (1819-1821)
- Diputado representante de Itata (1822-1823 y 1824-1825)

Elegido diputado suplente por el Puchacay en 1826, pero nunca fue llamado a incorporarse, desde entonces se alejó del mundo político.